# Non ti posso dimenticare
Non ti posso dimenticare (The Sky's the Limit) è un film del 1943 diretto da Edward H. Griffith.
È una commedia musicale statunitense con Fred Astaire, Joan Leslie e Robert Ryan.

## Trama
Fred, un membro delle Flying Tiger corteggia Joan, una giovane fotografa, ma lei, credendolo un imboscato, lo rifiuta con veemenza. Prima o poi, tuttavia, scoprirà la verità sull'uomo, che in realtà è un vero e proprio eroe.